# Lapphund

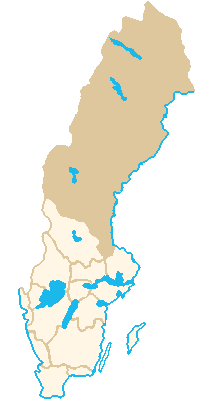
Mappa del Norrland

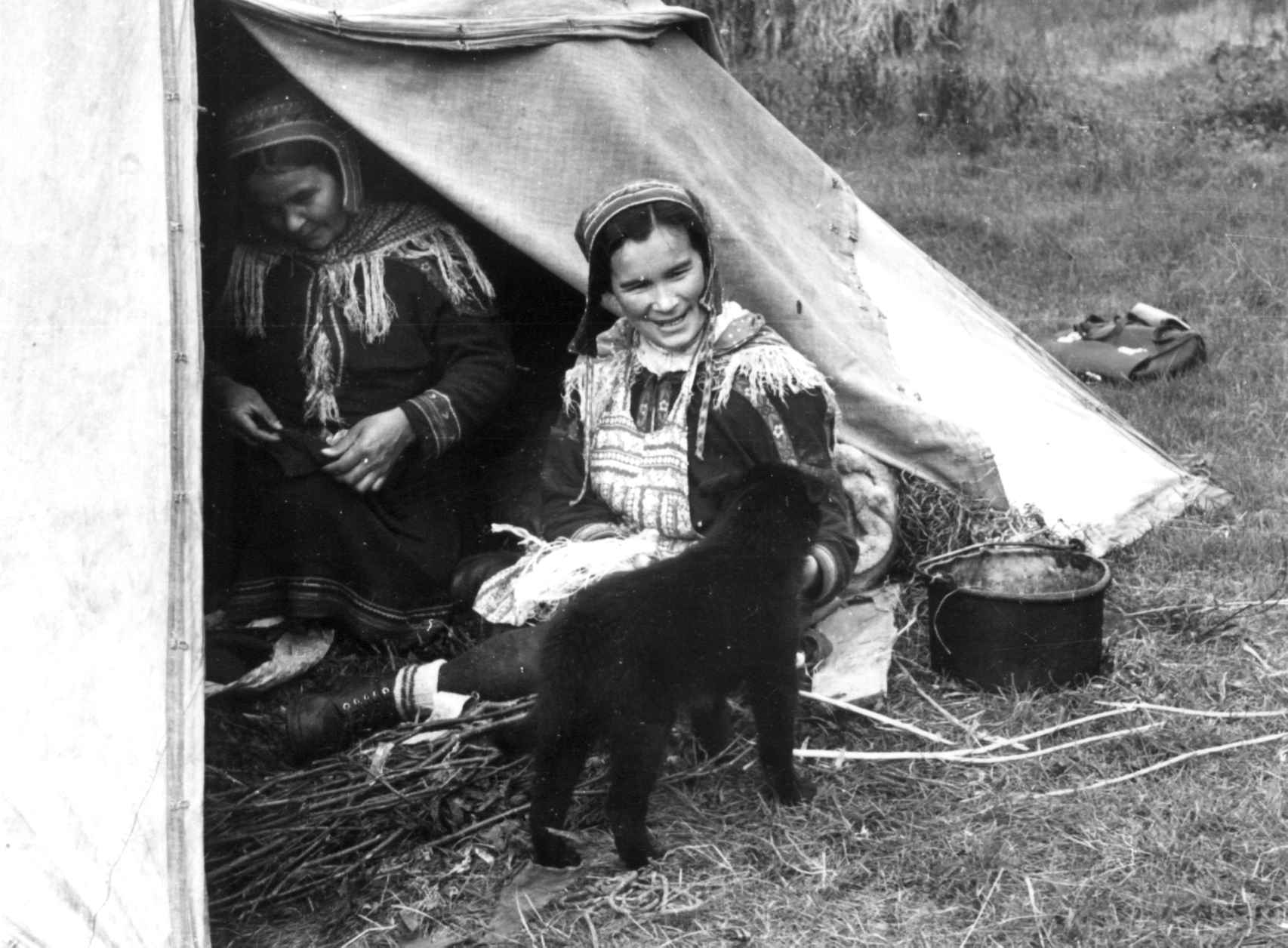
Donne Sami con un cucciolo di Lapphund

Il Lapphund svedese o Swedish Lapphund (in svedese Svensk lapphund) è una razza di cane del tipo Spitz svedese, è una delle tre razze Lapphund sviluppate da un tipo di cane utilizzato dal popolo Sami per la pastorizia e la guardia delle proprie renne. 
L'espressione "la bellezza nera del Norrland" è molto spesso attribuita al cane lappone svedese, che è molto probabilmente una delle razze più antiche della Svezia.